# كارل بيرنس
كارل بيرنس (بالألمانية: Karl Behrens)‏ (و. 1909 – 1943 م) هو مهندس ألماني، ولد في برلين، كان عضوًا في الحزب النازي، كان عضوًا في كتيبة العاصفة، توفي عن عمر يناهز 34 عاماً، بسبب إعدام رميا بالرصاص.

## جوائز
حصل على جوائز منها:

وسام الحرب الوطنية من الدرجة الأولى